# 庫塔河
庫塔河是俄羅斯的河流，屬於勒拿河的左支流，由伊爾庫茨克州負責管轄，河道全長408公里，流域面積約12,500平方公里，發源自中西伯利亞高原東南部，河水主要來自融雪。